# Nikotinamid
Nikotinamid (niacinamid) je amid nikotinske kiseline (vitamin B3 / niacin). Nikotinamid je u vodi rastvorni vitamin i deo je grupe vitamina B. Nikotinska kiselina, takođe poznata kao niacin, se konvertuje do nikotinamida in vivo, i mada su ova dva jedinjenja identična u pogledu njihovih vitaminskih funkcija, nikotinamid nema ista farmakološka i toksična dejstva kao niacin. Nikotinamid ne redukuje holesterol, niti uzrokuje crvenilo. On može da bude toksičan za jetru pri dozama iznad 3 g/dan kod odraslih. U ćelijama, niacin je inkorporiran u nikotinamid adenin dinukleotid (NAD) i nikotinamid adenin dinukleotid fosfat (NADP). Metabolički putevi za nikotinamid i nikotinsku kiselinu su veoma slični. NAD+ i NADP+ su koenzimi u velikom broju enzimatskih oksidaciono-redukcionih reakcija. Nikotinamid se formira u vodenoj aminolizi 3-cijanopiridina (nikotinonitrila) i naknadnom kristalizacijom.

## Spoljašnje veze
|  | Molimo Vas, obratite pažnju na važno upozorenje u vezi sa temama iz oblasti medicine (zdravlja). |